# José Ruiz (Fußballspieler)
José Ruiz (* 1904; † unbekannt) war ein mexikanischer Fußballspieler auf der Position eines Stürmers.
Auf Vereinsebene war der Offensivakteur Ruiz mindestens von 1929 bis 1934 für den Club Necaxa aktiv, mit dem er in der Saison 1932/33 die Meisterschaft der Hauptstadtliga gewann.
Ruiz spielte auch für die mexikanische Nationalmannschaft und nahm mit ihr an der ersten Fußball-Weltmeisterschaft 1930 teil. Dort kam er in den Spielen gegen Frankreich und Chile zum Einsatz.

## Erfolge
- Mexikanischer Meister: 1932/33